# جان هالز
جان هالز (انگلیسی: John Halls؛ زادهٔ ۱۴ فوریهٔ ۱۹۸۲) فوتبالیست اهل بریتانیا است.
از باشگاه‌هایی که در آن بازی کرده‌است می‌توان به باشگاه فوتبال کولچستر یونایتد، باشگاه فوتبال برنتفورد، باشگاه فوتبال پرستون نورث اند، باشگاه فوتبال ریدینگ، باشگاه فوتبال شفیلد یونایتد، باشگاه فوتبال وایکام واندررز، باشگاه فوتبال آلدرشات تاون، باشگاه فوتبال استوک سیتی، باشگاه فوتبال کریستال پالاس، باشگاه فوتبال آرسنال، و باشگاه فوتبال استوک سیتی اشاره کرد.